# Erosionsrinne

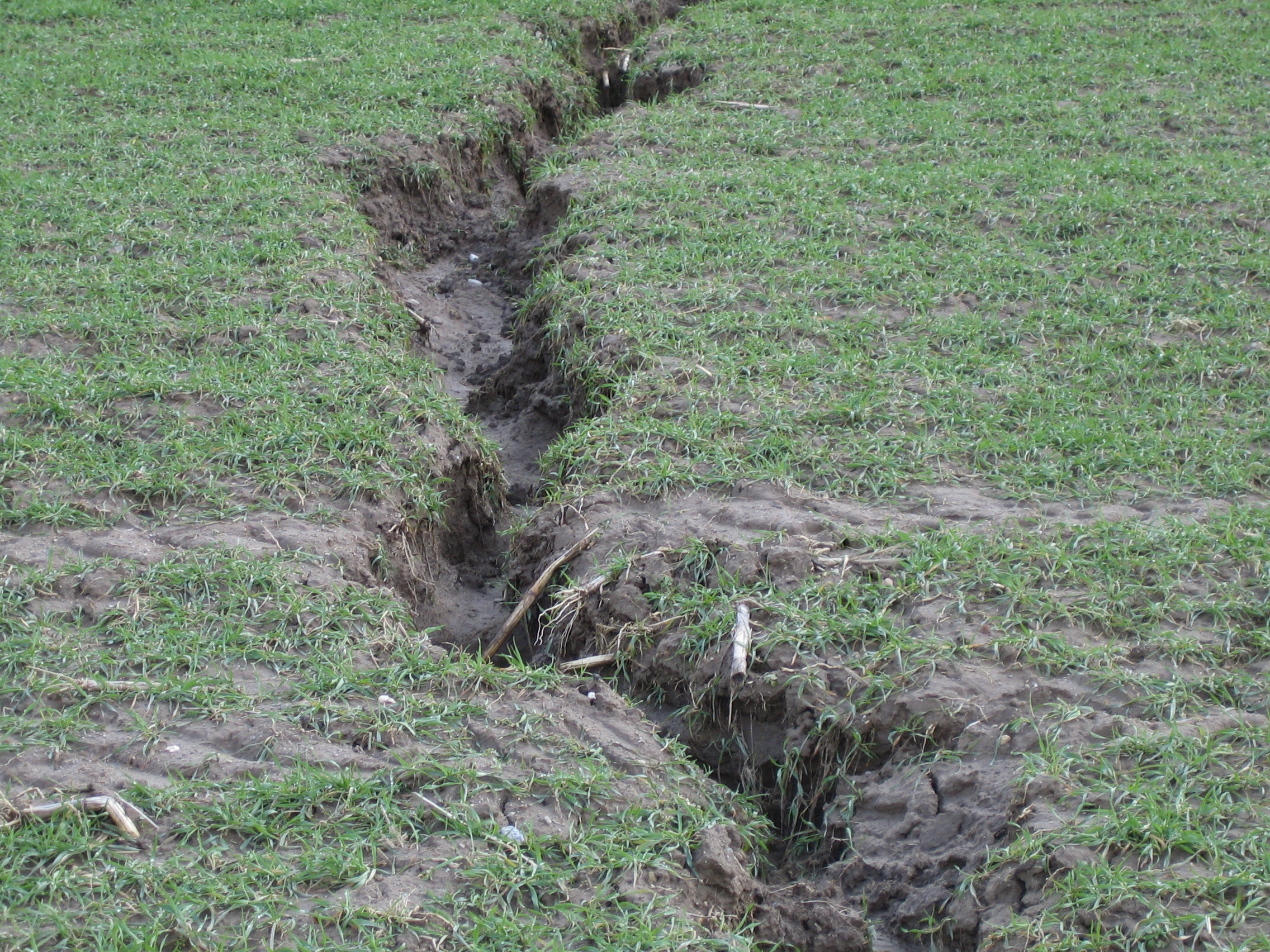
Erosionsrinne

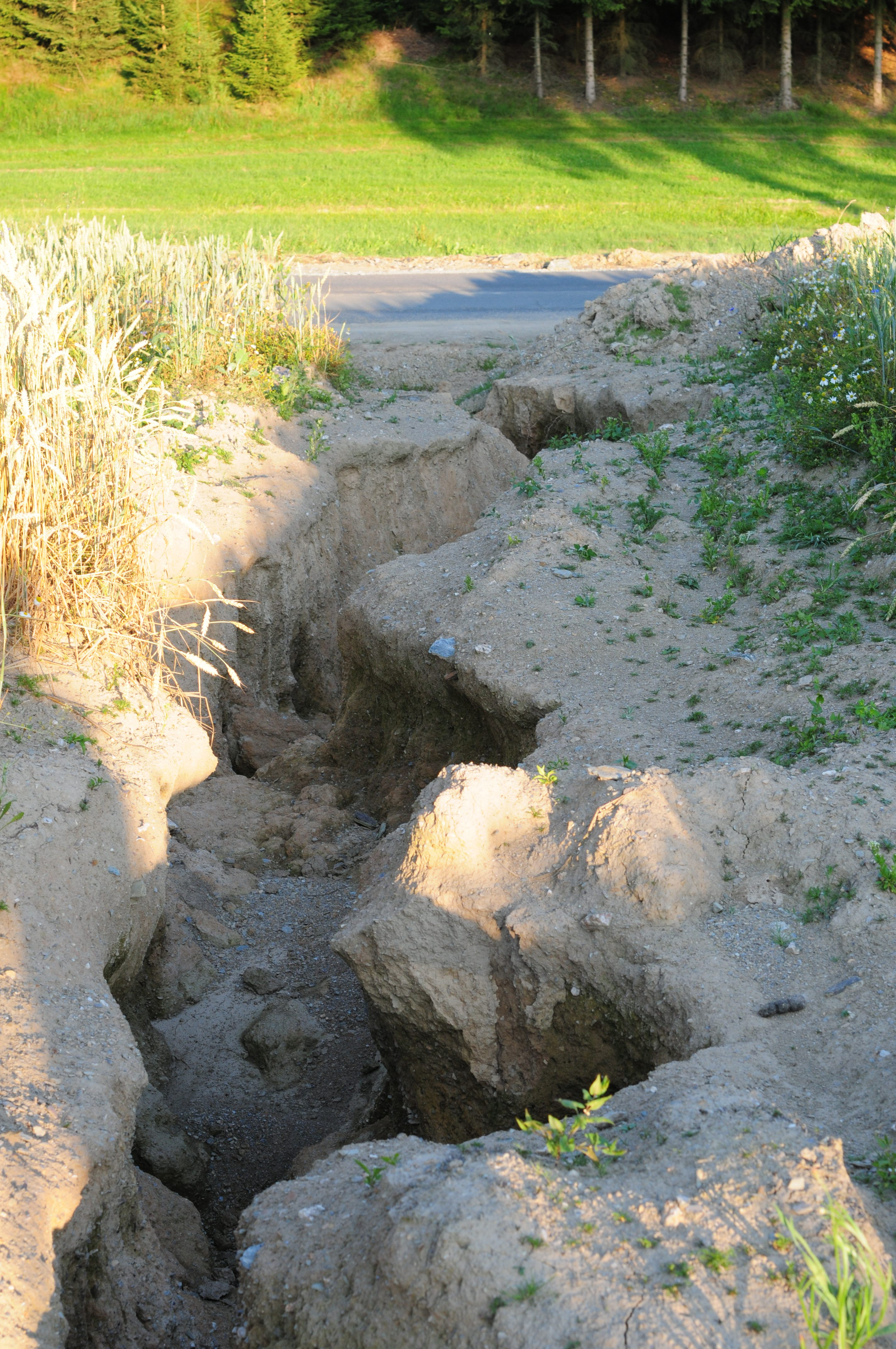
Erosionsrinne in einem Getreidefeld nach einem starken Regenfall (2018)

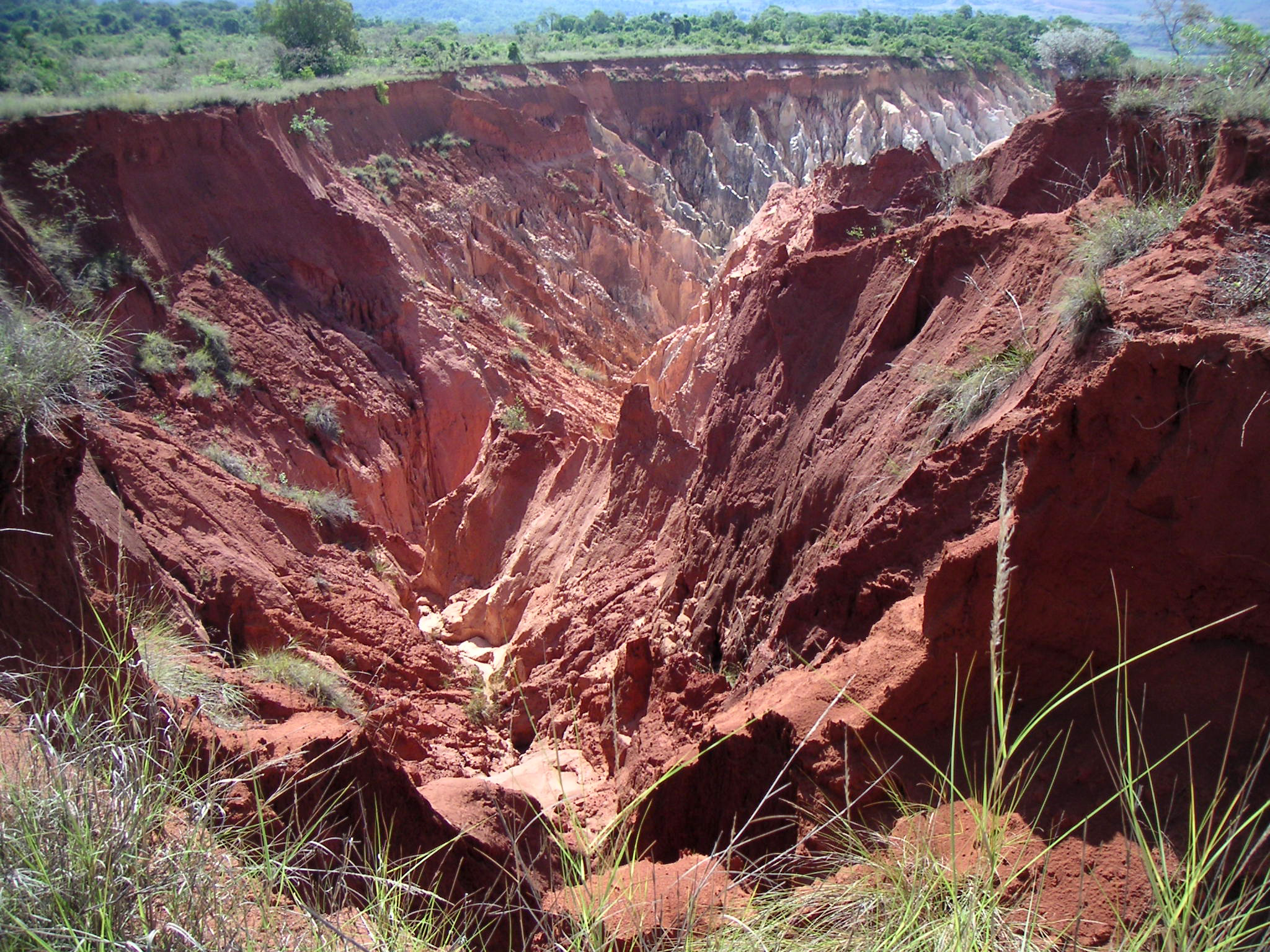
Hangzerschneidung auf Madagaskar

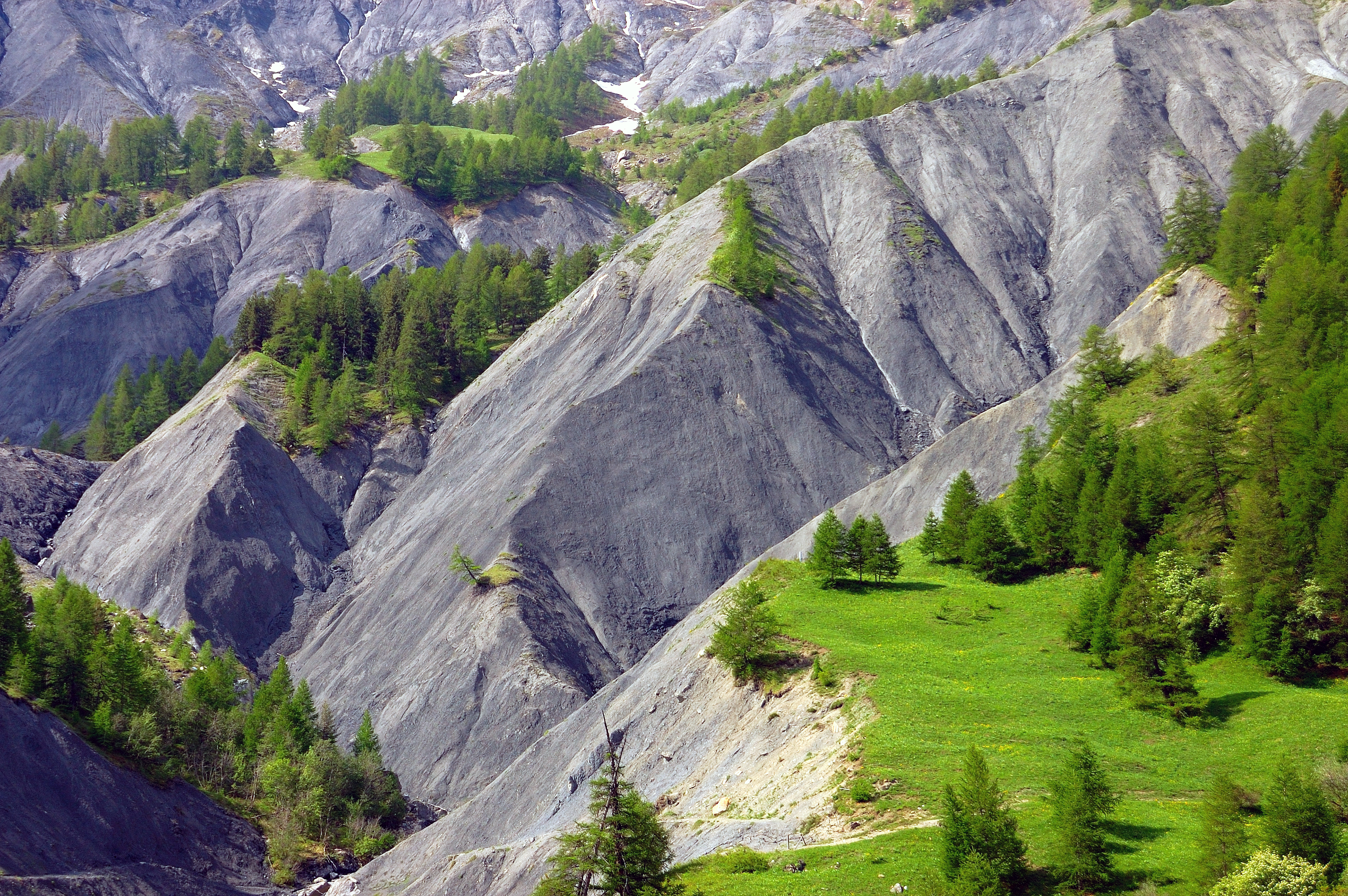
Die flächenhafte Anhäufung von Erosionsrinnen führt zur Ausbildung von Badlands

Die Erosionsrinne (auch Gully, Spülrinne, Rachel, Regenfurche, Hangzerschneidung oder Runse) ist in der Geomorphologie eine lineare Hohlform der Abtragung, die durch Spülvorgänge (Runsenspülung) fließender Oberflächenwässer entsteht. Sie tritt in Form tiefer Furchen bis zu kleinen Tälern auf. Diese können von einem bis zu einigen Metern breit werden und Ausmaße von kleinen Flussverläufen annehmen.

## Entstehung
Erosionsrinnen können natürlich oder als Folge anthropogener Eingriffe in die Landschaft (hauptsächlich Entwaldung und Überweidung) entstehen. In der Landwirtschaft entstehen Erosionsrinnen im Zuge akuter Bodenzerstörung (soil erosion). Bei intensiver Bewässerung des Bodens bleiben Salze wie Kalk im Boden zurück. Fester und verkalkter Boden verhindern das Absickern des Wassers, z. B. aus Niederschlägen. Dieses sammelt sich in Furchen und schwemmt Nährstoffe mit sich. Zudem können sie erheblichen wirtschaftlichen Schaden für die Landwirtschaft bedeuten.
Erosionsrinnen können des Weiteren durch Gletschereinwirkung entstehen.

## Formen
Der Begriff Runse wird entweder für eine meist jungholozäne Erosionsschlucht mit kerbenförmigem Querschnitt im Mittelgebirge oder in Lösslandschaften oder aber für eine durch abfließenden Niederschlag entstandene Furche im Hochgebirge gebraucht. Ein System aus Rinnen und Furchen an Hängen infolge niederschlagsbedingter Oberflächenerosion wird auch Racheln genannt. Kleinere Strukturen heißen Spülrinnen. Von Erosionsrinnen spricht man, wenn sie eine Größe haben, die eine normale Landwirtschaft in diesem Gebiet nicht mehr ermöglicht. 
Die englische und international gängige Bezeichnung lautet „gully“, ferner „barranco“ (spanisch) und „ravine“ (französisch). Dem Erscheinungsbild nach wird diese Landschaftsentwicklung als Zerrachelung oder Zerrunsung („gullying“ oder „ravinement“) bezeichnet.

## Beschreibung
Erosionsrinnen sind zahlreich in den deutschen Mittelgebirgen und werden bis zu 15 Meter tief und mehrere 100 Meter lang. Aus anderen Teilen der Erde sind ähnliche Formen mit bis zu 50 Metern Tiefe bekannt, zum Beispiel auf dem chinesischen Lössplateau.
Zu einer Erosionsrinne gehört in der Regel ein Schwemmfächer oder Schwemmkegel, auf dem das abgetragene Boden- und Schuttmaterial abgelagert wird. Als Hauptentstehungszeit nehmen Geographen das 11. und 12. Jahrhundert und das 17. und 18. Jahrhundert an, als die Entwaldung durch erhebliche land- und forstwirtschaftliche Nutzung in vielen Regionen Europas weit fortgeschritten war. Eine besondere Rolle nimmt dabei das Katastrophenjahr 1342 mit dem Magdalenenhochwasser ein. Alleine im Sommer dieses Jahres sollen nach einem schweren Unwetter (Vb-Wetterlage) mehrere 100 Erosionsrinnen in den deutschen Mittelgebirgen entstanden sein.
Unter dem Begriff Runse wird ferner die rinnenförmige Hohlform eines Murabgangs im Hochgebirge verstanden. 